# تی‌اوآی-۷۰۰ یی
تی‌اوآی-۷۰۰ یی (به انگلیسی: TOI-700 e) یک سیاره فراخورشیدی در مدار ستارهٔ کوتولهٔ سرخ تی‌اوآی-۷۰۰ این ستاره در صورت فلکی ماهی زرین قرار دارد.این سیاره در فاصله  ۱۰۰ سال نوری (۳۰٫۶ پارسک) از زمین قرار دارد.تی‌اوآی-۷۰۰ یی، یک سیارهٔ زمین‌سان است که درحدود ۹۵ درصد اندازه زمین است و پتانسیل زیست پذیر بودن را دارد.